# Stammliste der Saudi-Dynastie
Stammliste der Saudi-Dynastie mit den in der Wikipedia vertretenen Personen sowie anderen wichtigen Familienmitgliedern und Zwischengliedern. Da die Saudi-Dynastie etwa 15.000 Mitglieder hat, ist nur ein kleiner Teil der Familie in der Stammliste enthalten. Mit Ausnahme der Nachkommen König Salmans werden deshalb auch nicht möglichst alle, sondern jeweils nur eine Auswahl der Nachkommen der hier genannten Personen aufgeführt. Die Stammliste verbindet wichtige Familienmitglieder, ignoriert aber die meisten anderen Mitglieder, die nicht in der Öffentlichkeit stehen.
Nur die Nachkommen des ersten Königs Abdulaziz (auch bekannt als Ibn Saud) in männlicher Linie sind Kandidaten für den saudischen Thron und tragen die Anrede H.R.H (His/Her Royal Highness bzw. seine/ihre königliche Hoheit). Alle anderen Mitglieder der Dynastie tragen die Anrede H.H. (His/Her Highness bzw. seine/ihre Hoheit) und sind von der Thronfolge ausgeschlossen. Alle Mitglieder der Familie tragen den Titel "Prinz" bzw. "Prinzessin".
Der Begründer und Namensgeber der Saudi-Dynastie Saud bin Mohammed Al Muqrin entstammt der Familie Al Muqrin. Mitglieder dieser Familie gehören zwar streng genommen nicht zur Saudi-Dynastie, tragen aber dennoch ebenfalls den Titel "Prinz".

## Von Saud bin Mohammed Al Muqrin an
1. Saud Al Muqrin (1640–1726), Emir von Dirʿiyya, Namensgeber und Begründer der Dynastie
  1. Mohammed (1687–1765), Emir von Dirʿiyya, Gründer des ersten saudischen Staats
    1. Abdulaziz (1720–1803), Emir von Dirʿiyya, beim Gebet von persischen Schiiten ermordet
      1. Saud (1748–1814), Emir von Dirʿiyya, besetzte Medina
        1. Abdullah (?–1819), Emir von Dirʿiyya, in Ägypten hingerichtet
        2. Khalid (1811–1865), von den Ägyptern eingesetzter Emir von Nadschd

    2. Abdullah (1725–1812)
      1. Turki (1755–1834), Emir von Nadschd, von seinem Cousin Mishari bin Abdul Rahman ermordet
        1. Faisal (1785–1865), Emir von Nadschd, besiegte seinen Vorgänger und weitete seine Macht aus
          1. Abdullah (1831–1889), Emir von Nadschd, von seinem Bruder Saud abgesetzt
          2. Saud (1833–1875), Emir von Nadschd, setzte seinen Bruder Abdullah als Herrscher ab
            1. Abdullah
              1. Turki
                1. Faisal
                  1. Abdullah (* 1951), ehemaliger Botschafter in den USA[2]
                  2. Abir, Ehefrau von Saud bin Naif

            2. Abdulaziz
              1. Saud (1883–1959),  Begründer des Saud-al-Kabir-Zweigs der Saudi-Dynastie und Gefährte von Ibn Saud
                1. Turki (1941/42–1996/97),
                  1. Saud
                    1. Turki (1991–2016), durch königlichen Erlass wegen Mordes hingerichtet[3]

              2. Mohammed (1895/96–1983/84)[4]
                1. Saud (1915–2015)[5]
                  1. Faisal
                    1. Nura (* 1988), Gründerin der Saudi Fashion Week[6]

                2. Abdullah
                  1. Faisal (* 1950), ehemaliger Bildungsminister[7]
                  2. Jawahir, Ehefrau von Mutaib bin Abdullah

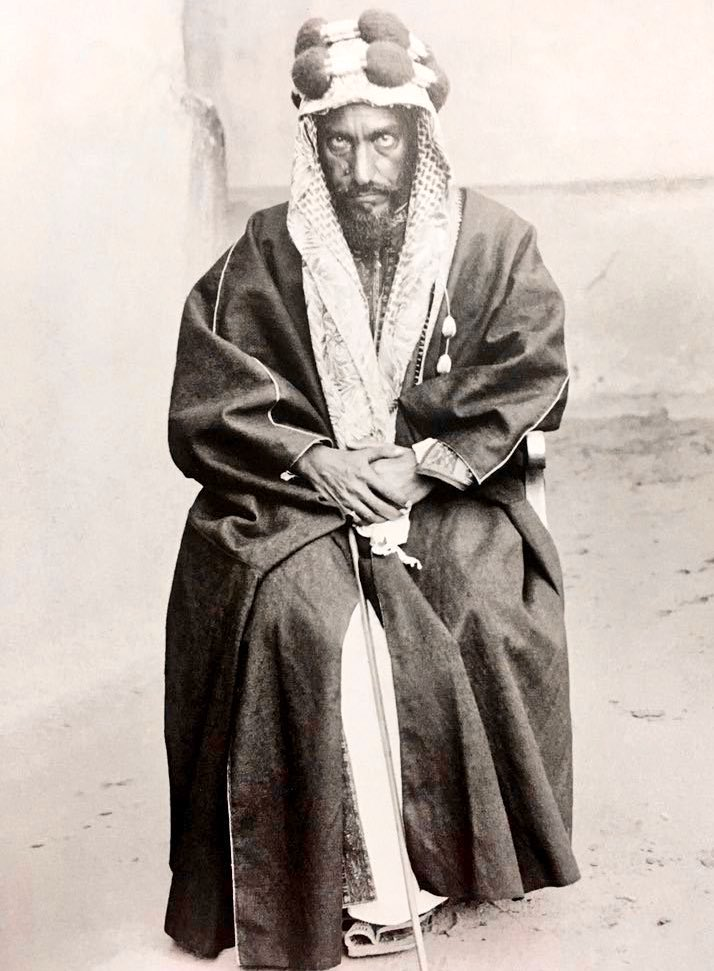
Emir Abdul Rahman bin Faisal, frühe 1900er-Jahre

          3. Emir Abdul Rahman bin Faisal, frühe 1900er-JahreAbdul Rahman (1850–1928), Emir von Nadschd, floh mit seiner Familie ins Exil nach Kuwait
            1. Abdulaziz (1875–1953), erster König Saudi-Arabiens
              1. (siehe unten)

            2. Mohammed (1877–1943)
              1. Khalid (1904–1938), Thronprätendent
                1. Saad
                  1. Sultan, saudischer Botschafter in Kuwait[8]

                2. Saud
                  1. Khalid
                    1. Nura, Ehefrau von Abdullah bin Khalid bin Sultan

                  2. Mohammed
                    1. Haifa, stellvertretende Ministerin für Tourismus[9]

                3. Fahd
                  1. Nuf, Ehefrau von Turki bin Faisal

                4. al-Jawhara, Ehefrau von Abdullah bin Faisal

              2. Abdullah
                1. al-Anud, Ehefrau von Khalid bin Faisal
                2. Fahd (* 1941), ehemaliger stellvertretender Verteidigungsminister[10]

              3. Bandar (1924–2020)
                1. Turki (* 1964), Regierungskritiker, aus Marokko nach Saudi-Arabien entführt[11]

            3. Saud (1880–1965)
              1. Mohammed
                1. Saad
                  1. Mohammed
                    1. al-Jawhara, Ehefrau von Turki bin Mohammed bin Fahd

                2. Nura, Ehefrau von Faisal bin Bandar

            4. Saad I (1890–1915)
              1. Fahd (1914–1972), ehemaliger Gouverneur der Provinz Asir
              2. Faisal
                1. Saad
                  1. Fahd, Vizegouverneur von al-Qasim[12]

            5. Abdullah (1893–1976)[13]
              1. Faisal
                1. al-Jawhara, Ehefrau von Saud bin Faisal

              2. Yazid
                1. Ibtisam, Ehefrau von Mansur bin Mutaib

              3. Khalid (1937–2021)
                1. Nuf (1962–2021), Mutter von Ahmed bin Fahd bin Salman

              4. Sheikha, Ehefrau von Sattam bin Abdulaziz
              5. Ahmed, ehemaliger Gouverneur von Diriyya[14]

            6. Musaid (1922–1992), Innenminister[15]
            7. Saad II (1924/25–1955/56)
              1. Mohammed (?–2023)
                1. Mansur, ehemaliger Gouverneur von Hafar al-Batin[16]

        2. Abdullah
          1. Abdulaziz
            1. Abdullah
              1. Saad
                1. Fahd, Gouverneur von Diriyya und Ehemann von Hussa bint Salman, der einzigen Tochter König Salmans[17]

        3. Jiluwi (1819–1875), Begründer des Jiluwi-Zweigs der Saudi-Dynastie
          1. Musaid
            1. Abdulaziz
              1. Munira, Ehefrau von Kronprinz Sultan bin Abdulaziz
              2. al-Jawhara, Ehefrau von Kronprinz Naif bin Abdulaziz
              3. Jiluwi (* 1958), Gouverneur der Provinz Nadschran

            2. al-Jawhara (1891–1919), Ehefrau von König Abdulaziz sowie Mutter von König Khalid und Prinz Mohammed[18]

          2. Abdullah (1870–1938), ehemaliger Gouverneur der Provinz asch-Scharqiyya
            1. Saud (1901/02–1966/67), ehemaliger Gouverneur der Provinz asch-Scharqiyya
            2. Mohammed (1915/1916–2012/2013)[19]
              1. Nasser, Vizegouverneur von Dschazan[20]

            3. Abdul Muhsin (1926/27–1986/87), ehemaliger Gouverneur der Provinz asch-Scharqiyya
            4. Mansur
              1. Abdullah
                1. Saud, Gouverneur von Dschidda[21]

  2. Thunayyan (?–1747), Begründer des Thunayyan-Zweigs der Saudi-Dynastie
    1. Abdullah
      1. Nasser
        1. Faisal
          1. Nasser
            1. Hathloul
              1. Saud (1906–1984), ehemaliger Gouverneur der Provinz Tabuk

    2. Ibrahim
      1. Thunayyan
        1. Abdullah (?–1843), Emir von Nadschd, von ägyptischen Truppen unterstützt, starb im Gefängnis in Riad
          1. Abdullah (1843–?)
            1. Ahmed (1889–1923), Berater von König Abdulaziz

  3. Mishari, Begründer des Mishari-Zweigs der Saudi-Dynastie
    1. Hassan
      1. Abdul Rahman
        1. Mishari, Emir von Nadschd, ermordete seinen Vorgänger, wurde allerdings von dessen Sohn gestürzt
          1. Sara, Mutter des Emirs Abdul Rahman

  4. Farhan, Begründer des Farhan-Zweigs der Saudi-Dynastie
    1. Abdullah
      1. Ibrahim
        1. Saud
          1. Nasser
            1. Mohammed
              1. Abdullah
                1. Badr (* 1985), saudischer Kulturminister

            2. Saud
              1. Abdulaziz
                1. Farhan
                  1. Khalid (* 1976/77), Regimekritiker im Exil in Deutschland[22]

              2. Abdullah
                1. Khalid
                  1. Mansur (* 1961), saudischer Botschafter in Katar[23]

          2. Turki
            1. Faisal
              1. Abdullah (1908/09–2006)
                1. Farhan
                  1. Faisal (* 1971), saudischer Außenminister, ehemaliger Botschafter in Deutschland

                2. Abdul Rahman, Gouverneur von Hafar al-Batin[24]

## Von König Abdulaziz an
1. Abdulaziz (1875–1953), erster König Saudi-ArabiensKönig Abdulaziz (1910)

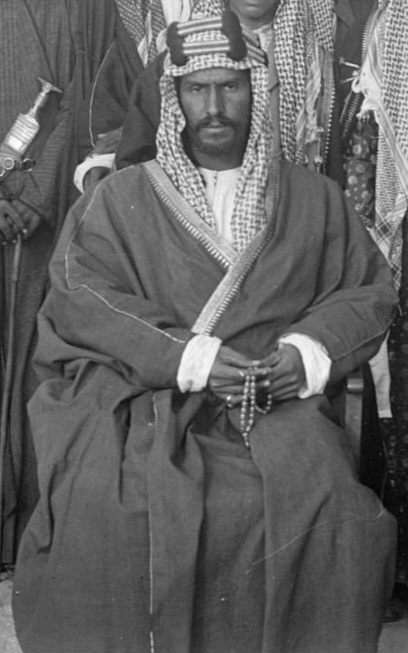
König Abdulaziz (1910)

  1. Turki (I) (1900–1919), ursprünglicher Thronerbe bis zu seinem frühen Tod
    1. Faisal (1920–1968), ehemaliger Innenminister
      1. Abdullah (1945–2019), Mitglied des Thronfolgerats
      2. Turki (1950/51–2009)[25]
        1. Fahd, ehemaliger Vizegouverneur der Provinz al-Qasim[26]

    2. Hussa

  2. Saud (1902–1969), zweiter König Saudi-Arabiens, vor seinem Tod abgesetzt
    1. Fahd (1923–2006), ehemaliger Verteidigungsminister
    2. Bandar (1926–2016), Mitglied des Thronfolgerats
    3. Majid (1929–1969)
      1. Lamia, UN-Goodwill-Botschafterin[27]

    4. Mohammed (1934–2012), ehemaliger Verteidigungsminister und Gouverneur der Provinz al-Baha
    5. Badr (1934–2004), ehemaliger Gouverneur der Provinz Riad
      1. Mischal (* 1961)
        1. Mutaib, Vizegouverneur der Provinz al-Dschauf[28]

      2. Talal
        1. Saud, Gouverneur von Al-Ahsa[29]

    6. Sultan (1939–1975), ehemaliger Präsident von Al-Nassr FC
    7. Mischal (* 1940), ehemaliger Verteidigungsminister und Gouverneur der Provinz Nadschran
      1. Faisal (* 1959), Gouverneur der Provinz al-QasimKönig Saud (1952)

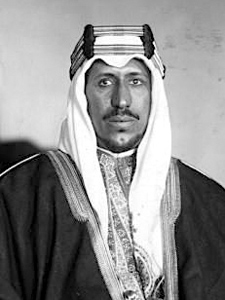
König Saud (1952)

        1. Lamia, Ehefrau von Fahd bin Turki

      2. Lamia, Ehefrau von Ahmed, dem dritten Sohn König Salmans

    8. Mamdouh (1944–2024), Fußballdirektor von al-Nassr FC[30]
    9. Abdul Rahman (1946–2004), Präsident von Al-Nassr FC
      1. Mamdouh, ehemaliger Präsident von Al-Nassr FC und Ehemann von Hussa, der Tochter König Salmans
      2. Faisal, ehemaliger Präsident von Al-Nassr FC[31]

    10. Abdul Majid (1948–1991)
      1. Jamila, erste saudische Frau, die an einem Kamelrennen teilnahm[32]

    11. Sattam (* 1954)
      1. Khalid, Vizegouverneur der Provinz Asir[33]

    12. Mishari (* 1954), ehemaliger Gouverneur der Provinz al-Baha
    13. Saif al-Nasr (1957–2005)
      1. Saud (* 1981), nach Kritik an der saudischen Regierung 2015 verschwunden[34]

    14. Dalal (1957–2021), Ehefrau des Milliardärs al-Walid bin Talal
    15. Hussam (* 1960), Gouverneur der Provinz al-Baha
    16. Nahar (1962–2021)
      1. Saud, Gouverneur von Taif[35]

    17. Basmah (* 1964), in Saudi-Arabien ehemals inhaftierte Menschenrechtsaktivistin

  3. Faisal (1906–1975), dritter König Saudi-Arabiens, von einem Neffen ermordetKönig Faisal (1967)

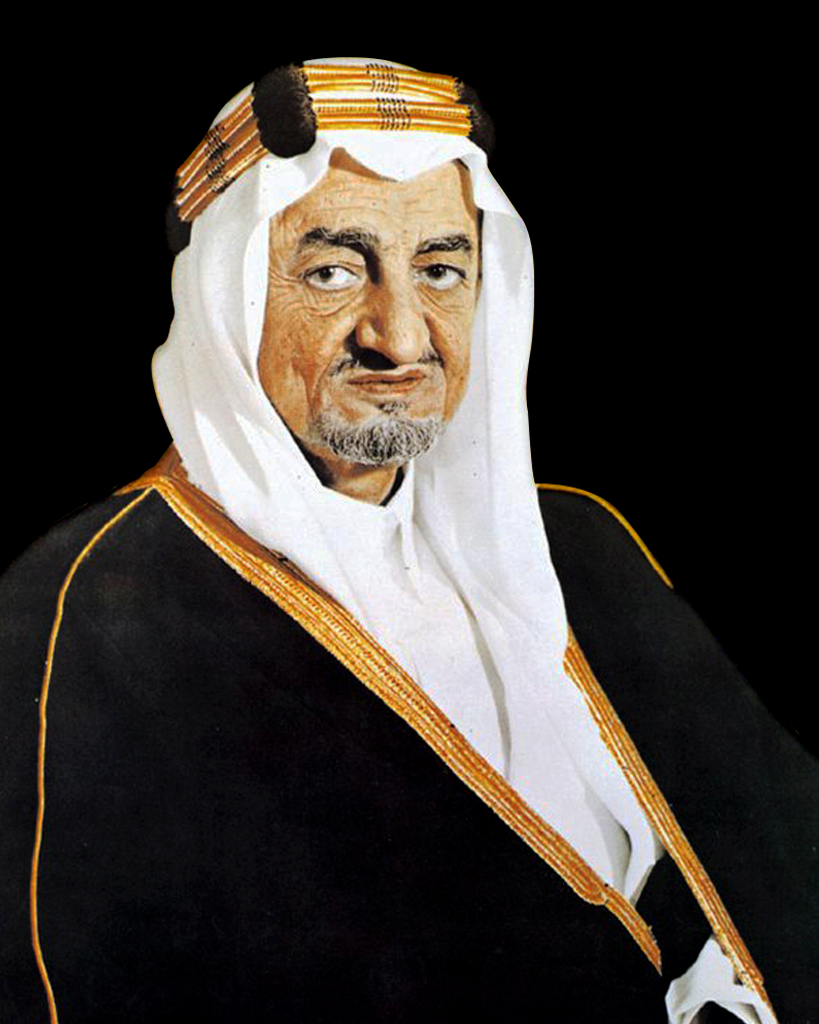
König Faisal (1967)

    1. Abdullah (1923–2007), ehemaliger Innenminister
      1. Khalid (1941–1985)
        1. Mohammed (* 1967), Vorsitzender von Saudi Telecom[36]

      2. Mohammed (* 1943)
        1. Nura, Juwelendesignerin[37]

      3. Saud (1946–2020)[38]
        1. Khalid, Vizegouverneur der Provinz Tabuk[39]

    2. Mohammed (1937–2017), Gründer von DMI Trust[40]
      1. Reema, Fotografin und Kunstsammlerin

    3. Saud (1940–2015), ehemaliger Außenminister
      1. Haifa, Ehefrau von Sultan bin Salman, dem zweiten Sohn König Salmans

    4. Khalid (* 1940), Gouverneur der Provinz Mekka
      1. Bandar (* 1965), Berater am Königshof[41]
      2. Saud, Vizegouverneur der Provinz Medina[42]

    5. Turki (* 1945), ehemaliger Geheimdienstchef und Botschafter in den USA
      1. Abdulaziz (* 1983), Minister für Sport und ehemaliger Rennfahrer

    6. Lulua (* 1948), Ehefrau von Saud bin Abdul Muhsin
    7. Haifa (* 1950), Ehefrau von Bandar bin Sultan

  4. Mohammed (1910–1988), ehemaliger Kronprinz, befahl die Hinrichtung seiner eigenen Enkelin
    1. Fahd (?–2015)
      1. Mischal (1958–1977), auf Befehl ihres Großvaters hingerichtet

    2. Badr, Mitglied des Thronfolgerats
    3. Abdulaziz
      1. Mohammed, Gouverneur der Provinz Dschāzān[43]

  5. Nasser (1911–1984)
    1. Khalid
      1. Sattam (* 1979), entführte seine Tochter aus Paris
        1. Haya (* 2001)[44]

    2. Mohammed (* 1945), ehemaliger Gouverneur der Provinz Dschazan
    3. Turki (1948–2021), ehemaliger Staatsminister für Umweltangelegenheiten[45]
      1. Faisal (* 1973), ehemaliger Präsident vom Al-Nassr FC und Ex-Mann von Reema bint Bandar[46]
      2. Lama, Springreiterin[47]

    4. Abdulaziz
      1. Saud (* 1977), in London verurteilter Mörder[48]

    5. Mansur (* 1959), ehemaliger Botschafter für die Schweiz[49]

  6. Khalid (1913–1982), vierter König Saudi-ArabiensKönig Khalid (1977)
    1. Bandar (1935/36–2018)
      1. Faisal

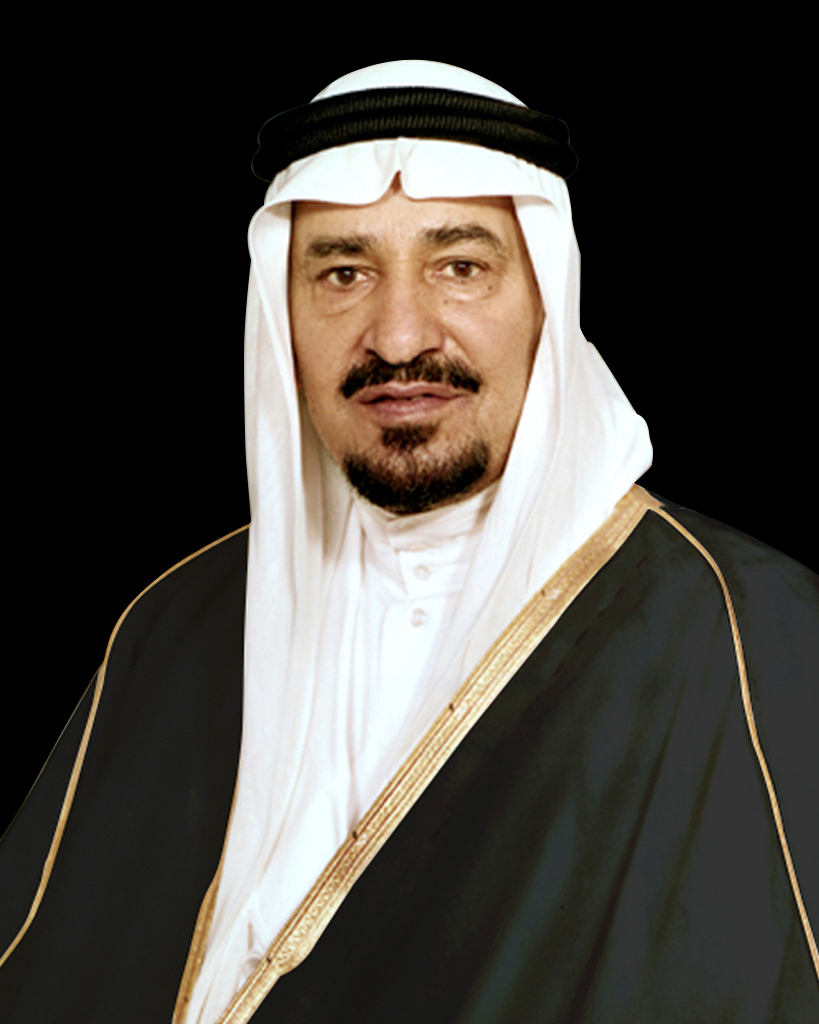
König Khalid (1977)

        1. al-Anud, Ehefrau von Mohammed bin Abdul Rahman

    2. Faisal (* 1954), ehemaliger Gouverneur der Provinz Asir

  7. Saad (1915–1993), ehemaliger Gouverneur der Provinz Asir
    1. Mohammed (* 1944), ehemaliger Vizegouverneur der Provinz Riad und Berater von Kronprinz Naif
    2. Abdulaziz (* 1968), Gouverneur der Provinz Hail[50]

  8. Mansur (1921–1951), ehemaliger Verteidigungsminister
    1. Talal (1950–2023), Mitglied des Thronfolgerats

  9. Fahd (1921–2005), fünfter König Saudi-ArabiensKönig Fahd (1982)
    1. Faisal (* 1945)

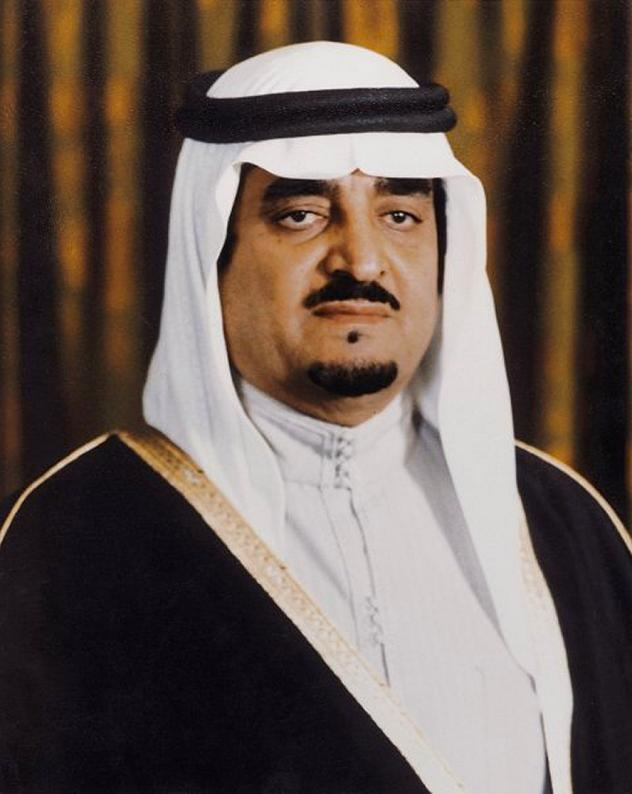
König Fahd (1982)

      1. Nawaf (* 1978), ehemaliger Jugendminister

    2. Mohammed (1950–2025), ehemaliger Gouverneur der Provinz asch-Scharqiyya
      1. Turki (* 1979), Staatsminister und Berater am Königshof[51]

    3. Saud (* 1950), ehemaliger stellvertretender Geheimdienstchef
    4. Sultan (* 1951), ehemaliger Jugendminister
    5. Lulua (?–2022), Ehefrau von Khalid bin Sultan, und Ex-Frau von Saud bin Abdul Muhsin[52]

  10. Musaid (1923–2013)
    1. Khalid (1942–1965)
      1. Sara, Ehefrau von Abdulaziz bin Salman

    2. Faisal (1944–1975), ermordete seinen Onkel König Faisal
    3. Abdullah (* 1965), Besitzer von Sheffield United[53]
      1. Sara, Ehefrau von Abdullah bin Mutaib bin Abdullah

    4. Abdul Rahman (* 1967), ehemaliger Präsident von Al-Hilal
    5. Bandar, Mitglied des Thronfolgerats
    6. Sara, Ehefrau von Hussam bin Saud

  11. Bandar (1923–2019)
    1. Faisal (* 1943), Gouverneur der Provinz Riad
    2. Khalid (* 1951), ehemaliger Geheimdienstchef
    3. Abdulaziz (* 1961), ehemaliger stellvertretender Geheimdienstchef
    4. Turki, Kommandeur der Luftstreitkräfte Saudi-Arabiens[54]
    5. Saud, Vizegouverneur der Provinz asch-Scharqiyya[55]
    6. Abdullah (* 1986), Minister der Nationalgarde

  12. Abdullah (1924–2015), sechster König Saudi-ArabiensKönig Abdullah (2002)

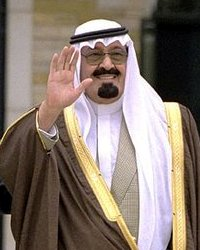
König Abdullah (2002)

    1. Khalid (* 1950), Mitglied des Thronfolgerats
    2. Mutaib (* 1952), ehemaliger Kommandeur und Minister der Nationalgarde
    3. Abdulaziz (* 1962), ehemaliger stellvertretender Außenminister[56]
    4. Adila (* 1965), Ehefrau von Faisal bin Abdullah
    5. Mischal (* 1970), ehemaliger Gouverneur der Provinz Mekka
    6. Turki (* 1971), ehemaliger Gouverneur der Provinz Riad
    7. Abir, ging nach Verhaftungen von Ehemann und Sohn ins Exil nach Schottland
    8. Sara, Ehefrau von Fahd bin Badr
    9. Majid (* 1985), ist in Los Angeles wegen Missbrauchs verhaftet gewesen
    10. Bandar (* 1999), jüngster Sohn König Abdullahs und jüngster Enkel Ibn Sauds[57]

  13. Abdul Muhsin (1925–1985), ehemaliger Innenminister und Gouverneur der Provinz Medina
    1. Saud (* 1947), Botschafter in Portugal[58]
      1. Nuha, Ehefrau von Abdulaziz bin Majid

    2. Walid
      1. Abdul Muhsin, wegen Drogenschmuggel im Libanon verhaftet[59]

    3. Badr, (1949–2024)[60]
      1. Salma, Ehefrau von Ahmed bin Fahd, dem ehemaligen Vizegouverneur von asch-Scharqiyya

  14. Mischal (1926–2017), ehemaliger Verteidigungsminister und Gouverneur der Provinz Mekka
    1. Mohammed
      1. Nura, Ehefrau von Khalid bin Salman, dem Verteidigungsminister

    2. Saud, Vizegouverneur der Provinz Mekka[61]

  15. Sultan (1928–2011), ehemaliger Kronprinz
    1. Bandar (* 1949), ehemaliger Botschafter in den USA
      1. Reema (* 1975), Botschafterin in den USA, erste Botschafterin Saudi-Arabiens
      2. Khalid (* 1977), Botschafter in Großbritannien, ehemaliger Botschafter in Deutschland

    2. Khalid, (* 1949), assistierender Minister für Verteidigung
      1. Faisal (* 1973), Gouverneur der Provinz al-Hudud asch-schamaliyya
      2. Hala, Ehefrau von Turki bin Abdullah
      3. Abdullah (* 1988), Botschafter in Deutschland

    3. Fahd (* 1950), Gouverneur der Provinz Tabuk
    4. Munira (?–2011), Mutter von Nawaf bin Faisal
    5. Turki (1959–2012), ehemaliger Kultur- und Informationsminister
    6. Salman (* 1976), Gouverneur der Provinz Medina
    7. Badr (* 1980), ehemaliger Gouverneur der Provinz al-Dschauf[62]
    8. Reema, Ehefrau des ehemaligen Kronprinzen Mohammed bin Naif

  16. Abdul Rahman (1931–2017), ehemaliger stellvertretender Verteidigungsminister
    1. Mohammed, Vizegouverneur der Provinz Riad[63]

  17. Mutaib (1931–2019), ehemaliger Minister für kommunale und ländliche Angelegenheiten
    1. Mansur (* 1952), Staatsminister

  18. Talal (1931–2018), ehemaliger Kommunikationsminister, Gründer der Freien Prinzen
    1. al-Walid (* 1955), Milliardär und reichster Araber
      1. Khalid (* 1978), Investor[64]
      2. Reema (* 1982), Investorin

    2. Khalid (* 1962), Mitglied des Thronfolgerats
      1. al-Walid (1989–2025), starb nach 20 Jahren im Koma[65]

    3. Turki (* 1968), Gouverneur der Provinz Asir

  19. Nawaf (1932–2015), ehemaliger Geheimdienstchef
    1. Mohammed (* 1953), ehemaliger Botschafter für Großbritannien und Irland
    2. Abdulaziz, Mitglied des Thronfolgerats
    3. Faisal (* 1984), Gouverneur der Provinz al-Dschauf

  20. Mishari (1932–2000), verurteilter Mörder eines britischen Diplomaten[66]
    1. Mohammed, Mitglied des Thronfolgerats

  21. Badr (1932–2013), ehemaliger stellvertretender Kommandant der Nationalgarde
    1. Fahd, ehemaliger Gouverneur der Provinz al-Dschauf

  22. Naif (1933–2012), ehemaliger Kronprinz
    1. Jawahir, Ehefrau von Mohammed bin Fahd
    2. Saud (* 1956), Gouverneur der Provinz asch-Scharqiyya
      1. Abdulaziz (* 1983), Innenminister

    3. Mohammed (* 1959), abgesetzter ehemaliger Kronprinz
      1. Sara
      2. Lulua

  23. Fawwaz (1934–2008), ehemaliger Gouverneur der Provinz Mekka
  24. Turki (II) (1934–2016), ehemaliger stellvertretender Verteidigungsminister, Unterstützer der Freien Prinzen
    1. Abir, Ehefrau von Khalid bin Sultan
    2. Fahd (* 1959), ehemaliger Kommandant der saudischen Bodentruppen, in Saudi-Arabien verhaftet
      1. Abdulaziz (* 1990), ehemaliger Vizegouverneur von al-Dschauf, in Saudi-Arabien verhaftet[67]

    3. Sultan (* 1968), nach Forderung für mehr Demokratie aus der Schweiz nach Saudi-Arabien entführt[68]

  25. Salman (* 1935), siebter König Saudi-Arabiens
    1. (siehe unten)

  26. Thamir (1937–1958), beging Suizid[69]
    1. Faisal (* 1953), Mitglied des Thronfolgerats

  27. Majid (1938–2003), ehemaliger Minister für kommunale und ländliche Angelegenheiten und Gouverneur der Provinz Mekka
    1. Mischal (* 1957), ehemaliger Gouverneur von Dschidda und Berater seines Onkels König Salman[70]
      1. Mischal, Ehefrau von Abdulaziz bin Turki bin Faisal[71]

    2. Abdulaziz (* 1960), ehemaliger Gouverneur der Provinz Medina

  28. Abdulillah (* 1939), ehemaliger Gouverneur der Provinz al-Qasim
    1. Abdulaziz (* 1965), Stakeholder der Al Rajhi Bank Saudi Arabia
    2. Mischal (* 1970)
    3. Abdul Majid (* 1993)
    4. Fahda (* 1993)
    5. Nura (* 2002)

  29. Mamdouh (1940–2023), ehemaliger Gouverneur der Provinz Tabuk
  30. Ahmed (* 1940), ehemaliger Innenminister
    1. Naif (* 1965), Mitglied des Thronfolgerats
    2. Falwa, Ehefrau von Salman bin Sultan, dem Gouverneur von Medina
    3. Mudhi, Ehefrau des Innenministers Abdulaziz bin Saud
    4. Sultan, ehemaliger Botschafter für Bahrain[72]

  31. Sattam (1941–2013), ehemaliger Gouverneur der Provinz Riad
    1. Abdulaziz, Mitglied des Thronfolgerats
    2. Faisal (* 1970), Botschafter in Italien[73]

  32. Hathloul (1941–2012), ehemaliger Präsident von Al-Hilal[74]
    1. Reema (1964/65–2007), Mutter von Faisal bin Fahd[75]
    2. Abdulaziz, Mitglied des Thronfolgerats
    3. Turki (* 1988), Vizegouverneur der Provinz Nadschran[76]

  33. Mashhur (* 1942), Mitglied des Thronfolgerats
    1. Sara, Ehefrau von Mohammed bin Salman

  34. Abdul Majid (1942–2007), ehemaliger Gouverneur der Provinz Mekka
    1. Faisal, Mitglied des Thronfolgerats[77]

  35. Muqrin (* 1945), zurückgetretener ehemaliger Kronprinz, jüngster lebender Sohn Ibn Sauds
    1. Fahd
      1. Faisal (* 1986), stellvertretender Gouverneur der Provinz Hail[78]

    2. Turki (* 1973), Präsident des saudischen Luftsportverbands
    3. Mansur (1974–2017), ehemaliger Vizegouverneur der Provinz Asir, starb unter mysteriösen Umständen[79]
    4. Bandar, Berater am Königshof[80]

  36. Hamud (1947–1994), Geschäftsmann
    1. Ghada

## Von König Salman an

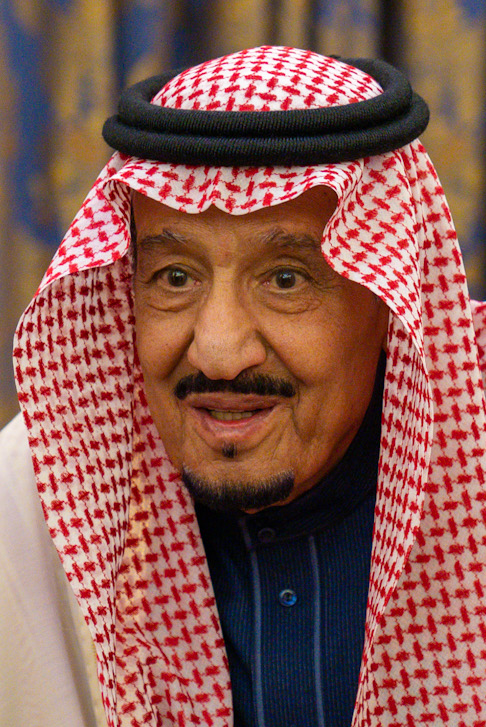
König Salman (2020)

1. Salman (* 1935), siebter König Saudi-Arabiens
  1. Fahd (* 1955), ehemaliger Vizegouverneur der Provinz asch-Scharqiyya
    1. Sultan (* 1982)
      1. al-Jawhara
      2. Lulua (* 2025)

    2. Sara (* 1983), Ehefrau von Talal bin Abdulaziz bin Bandar Al Saud[81]
    3. Ahmed (* 1986), ehemaliger Vizegouverneur der Provinz asch-Scharqiyya
      1. Nuf
      2. Fahd

    4. Reema (* 1993)

  2. Sultan (* 1956), erster Saudi im Weltraum
    1. Salman
      1. Aya
      2. Saud

    2. Sahar
    3. Hala

  3. Ahmed (1958–2002)
    1. Najla (* 1993), Ehefrau von Khalid bin Bandar bin Khalid bin Faisal Al Saud, einem Enkel von Khalid bin Faisal[82]
    2. Lina (* 1996)
    3. Aliya (* 1996), Ehefrau von Abdullah bin Abdulaziz bin Majid Al Saud, einem Sohn von Abdulaziz bin Majid[83]
    4. Yasmin (* 1996)
    5. Faisal (* 2001)

  4. Abdulaziz (* 1960), Energieminister
    1. Sultana
    2. Salman
    3. Khalid

  5. Faisal (* 1970), ehemaliger Gouverneur der Provinz Medina
    1. Fahd (* 2006)
    2. Ahmed (* 2008)
    3. Salman (* 2014)

  6. Hussa (* 1974), in Paris verurteilt, Ehefrau von Fahd bin Saad Al Saud
  7. Mohammed (* 1985), Kronprinz und de-facto-Herrscher des LandesKronprinz Mohammed bin Salman (2018)
    1. Salman
    2. Mashhur
    3. Fahda
    4. Nura
    5. Abdulaziz (* 2021)

  8. Saud (* 1986)
    1. Salman
    2. Mohammed
    3. Sara

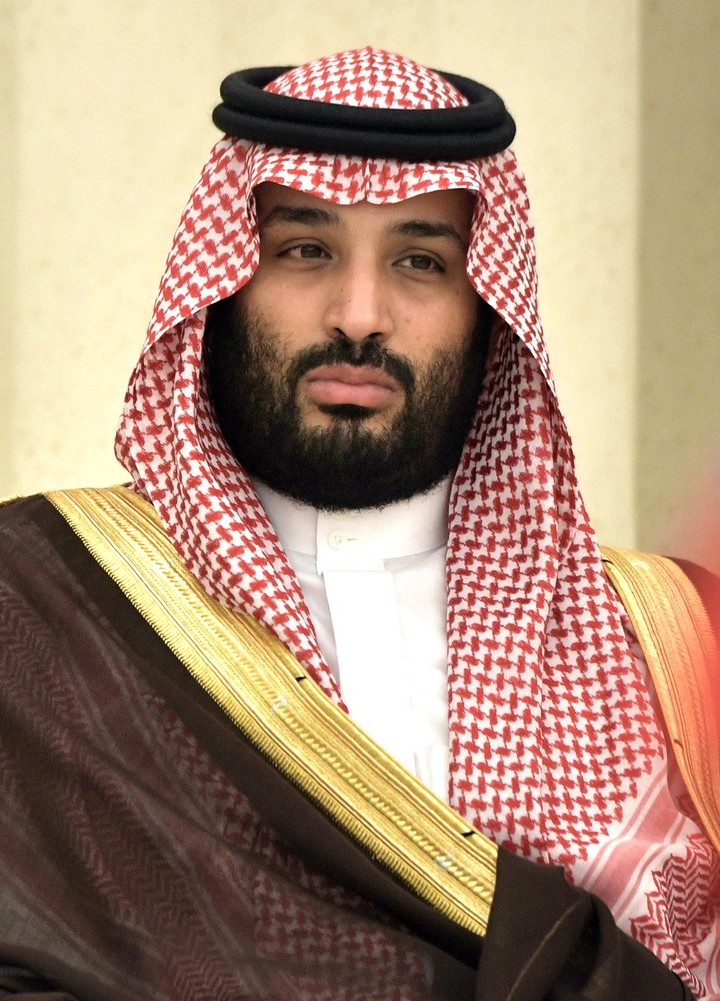
Kronprinz Mohammed bin Salman (2018)

  9. Turki (* 1987), ehemaliger Vorsitzender der Saudi Media and Research Group[84]
  10. Khalid (* 1988), Verteidigungsminister
    1. Abdulaziz
    2. Dana
    3. Reema
    4. Mohammed

  11. Naif
  12. Bandar (* 1995)
  13. Rakan (* 1997), jüngster Sohn König Salmans[85]